# 豊永常代
豊永 常代（とよなが つねよ、1894年〈明治27年〉5月21日 - 2008年〈平成20年〉2月22日）は、日本一の長寿だった高知県出身の女性。
安芸郡に住居を持っていたが、1996年に南国市の老人ホームに入所。「こんなにしてくれて、もったいない」が口癖だった。2007年8月19日に福岡県の中野シツが死去したことに伴い長寿日本一になった。
2008年2月22日午後4時15分、113歳9か月で死去した。